# Музей мистецтва Сан-Паулу
Музей мистецтва Сан-Паулу (порт. Museu de Arte de São Paulo) — музей образотворчого мистецтва, розташований на проспекті Пауліста у місті Сан-Паулу, Бразилія. Музей відомий як своєю будівлею, що є однією з туристичних пам'яток міста, так і художньою колекцією. Колекцію було зібрано починаючи з часів Другої світової війни. Фонди музею вважаються одними з найбагатших в Латинській Америці та й у всій південній півкулі, тут виставлені тисячі витворів мистецтва від класичного періоду до сьогодення.